# Seznam olympijských medailistů v šermu mužů – ukončené disciplíny

## Ukončené soutěže

### Kord – Masters
| Rok      | Zlato                              | Stříbro                       | Bronz                         |
| -------- | ---------------------------------- | ----------------------------- | ----------------------------- |
| LOH 1900 | Albert Robert Ayat · Francie (FRA) | Émile Bougnol · Francie (FRA) | Henri Laurent · Francie (FRA) |

### Kord – Amateurs a Masters
| Rok      | Zlato                              | Stříbro                  | Bronz                    |
| -------- | ---------------------------------- | ------------------------ | ------------------------ |
| LOH 1900 | Albert Robert Ayat · Francie (FRA) | Ramón Fonst · Kuba (CUB) | Léon Sée · Francie (FRA) |

### Fleret – Masters
| Rok      | Zlato                           | Stříbro                                 | Bronz                                  |
| -------- | ------------------------------- | --------------------------------------- | -------------------------------------- |
| LOH 1896 | Leonidas Pyrgos · Řecko (GRE)   | Joanni Maurice Perronet · Francie (FRA) | nebyla udělena                         |
| LOH 1900 | Lucien Mérignac · Francie (FRA) | Alphonse Kirchhoffer · Francie (FRA)    | Jean-Baptiste Mimiague · Francie (FRA) |

### Šavle – Masters
| Rok      | Zlato                        | Stříbro                       | Bronz                          |
| -------- | ---------------------------- | ----------------------------- | ------------------------------ |
| LOH 1900 | Antonio Conte · Itálie (ITA) | Italo Santelli · Itálie (ITA) | Milan Neralić · Rakousko (AUT) |

### Šerm holí
| Rok      | Zlato                              | Stříbro                                         | Bronz                                        |
| -------- | ---------------------------------- | ----------------------------------------------- | -------------------------------------------- |
| LOH 1904 | Albertson Van Zo Post · Kuba (CUB) | William O'Connor · Spojené státy americké (USA) | William Grebe · Spojené státy americké (USA) |